# Minuartia palyzanica
Minuartia palyzanica är en nejlikväxtart som beskrevs av G.M. Proskuryakova. Minuartia palyzanica ingår i släktet nörlar, och familjen nejlikväxter. Inga underarter finns listade i Catalogue of Life.